# Γ-グルタミルシステイン
γ-グルタミルシステイン（γ-glutamylcysteine）は、グルタミン酸とシステインがペプチド結合したグルタチオンの前駆体である。グルタミン酸—システインリガーゼ（EC 6.3.2.2）によってグルタミン酸とシステインから合成され、さらにグルタチオン合成酵素（EC 6.3.2.3）によってグリシンと反応しグルタチオンに変換される。それぞれの反応ではATP一分子を消費する。